# Ali Baghbanbashi
Ali Baghbanbashi (* 6. September 1924 in Torqabeh; † 28. Oktober 2021 in Maschhad) war ein iranischer Leichtathlet.

## Leben
Ali Baghbanbashi begann seine Leichtathletik-Karriere nach dem Zweiten Weltkrieg als Soldat der iranischen Armee. Seinen ersten internationalen Erfolg hatte er bei den Asienspielen 1951, wo er den 5000-Meter-Lauf gewann und über 3000 Meter Zweiter wurde. Auch bei den Olympischen Spielen 1952 in Helsinki startete Baghbanbashi über beide Distanzen. Jedoch schied er beide Male im Vorlauf aus. Vier Jahre später bei den Olympischen Spielen in Melbourne trat Baghbanbashi im Marathonlauf an, konnte diesen jedoch nicht beenden. Bei den Asienspielen 1958 konnte er im 5000- und 10.000-Meter-Lauf jeweils Bronze gewinnen.